# Albina Grčić
Pour l’article homonyme, voir Albina.
Albina Grčić,, connue professionnellement sous le mononyme Albina, est une chanteuse croate née le 6 février 1999. 
Elle a commencé sa carrière après avoir participé à la troisième saison de The Voice Hrvatska où elle a terminé troisième. Elle représentera la Croatie au Concours Eurovision de la chanson en 2021 à Rotterdam avec la chanson Tick-Tock.

## Carrière
Grčić a auditionné pour la deuxième saison de X Factor Adria à Belgrade, en Serbie, en chantant Ako izgubim te ja d'Oliver Dragojević. En avançant dans l'émission, la production décide de former un groupe de filles proposant à Albina Grčić d'être membre. Elle décline l'offre et met fin à sa participation à l'émission. À partir du 7 décembre 2019, Albina Grčić est apparue comme candidate à la troisième saison de l'émission de télé-réalité The Voice Hrvatska. Sur le premier spectacle, elle a chanté la chanson de Laura Pausini En cambio no. Deux juges, Vanna et Davor Gobac se sont retournés. Elle atteint la finale et termine à la troisième place.
Immédiatement après l'émission, elle signe un contrat d'enregistrement avec Universal Music Croatia. Le 16 octobre 2020, son premier single, Imuna na strah, est sorti. En décembre 2020, elle a été annoncée comme l'une des 14 finalistes pour Dora 2021, le concours national en Croatie pour sélectionner son représentant. Elle y interprète la chanson Tick-Tock qui a été écrite par Branimir Mihaljević, Max Cinnamon et Tihana Buklijaš Bakić. À Dora 2021, elle remporte à la fois le vote du jury et des spectateurs avec un total de 198 points et doit représenter la Croatie au concours Eurovision de la chanson 2021,. Le 25 février 2021, Grčić a été nommée en tant que "meilleur nouvel artiste" à l'édition 2021 des prix Porin.

## Discographie

### Singles
| Imuna na strah / No More Tears                                             | 2020 | 11 | Non-album singles |
| Tick-Tock                                                                  | 2021 | 1  | Non-album singles |
| "—" indique un titre qui n'a pas été enregistré ou qui n'a pas été publié. |      |    |                   |